# Rudolf Irmisch
Heinrich Ludwig Rudolf Irmisch (* 8. September 1894 bei Eisenach; † 25. Januar 1976 in Itzehoe) war ein deutscher Lehrer und Heimatforscher.
Irmisch war Studienrat in Ratzeburg und Itzehoe und vom 1. Juli 1952 bis kurz vor seinem Tod 1976 ehrenamtlicher Leiter des Itzehoer Stadtarchivs (seit 1985: Gemeinsames Archiv des Kreises Steinburg und der Stadt Itzehoe). Neben seinem bekanntesten Werk, der Geschichte der Stadt Itzehoe, veröffentlichte er weitere Monographien und Artikel.

## Werke (Auszug)
- Itzehoes Bedeutung für unser Land in Vergangenheit und Gegenwart. Flensburg 1954.
- Persönlichkeiten und Geschichten aus Itzehoes Vergangenheit. Itzehoe 1956.
- Beiträge zur Geschichte des Dorfes Sude. 1954/1957.
- Von der Tranfunzel zur Gaslaterne. In: Steinburger Jahrbuch 1957, S. 42 ff.
- Georg Löck. In: Die Heimat, Bd. 65 (1958), S. 209 f.
- 100 Jahre Eisenbahn Glückstadt-Itzehoe. Ein Beitrag zur Geschichte des Eisenbahnwesens in Westholstein. In: ZSHG, Bd. 83 (1959), S. 97–116.
- Geschichte der Stadt Itzehoe. Itzehoe 1960 (hgg. von der Stadt Itzehoe).
- Alte Itzehoer Familien als Träger der Stadtgeschichte. In: Familienkundliches Jahrbuch Schleswig-Holstein, Bd. 2 (1962), S. 5 ff.
- 1863-1963. 100 Jahre Alsen. Festschrift. Hamburg 1963 (hgg. von der Alsen’sche Portland-Cement-Fabriken KG).
- zusammen mit Jürgen Schwennen: St. Laurentii, Itzehoe. 1964.
- In memoriam Gustav Poel. In: Steinburger Jahrbuch 1969.
- 150 Jahre Sparkasse Itzehoe. Itzehoe 1970 (hgg. von der Stadt- und Landsparkasse Itzehoe).
- Ursprung und Herkunft des Namens Amönenhöhe. In: Steinburger Jahrbuch 1972, 16. Jg. (1971), S. 112–115.
- Die Geschichte der Krankenhäuser im Kreis Steinburg. Itzehoe 1975.